# شهرستان راش (ایندیانا)
شهرستان راش، ایندیانا (به انگلیسی: Rush County, Indiana) شهرستانی در ایالات متحده آمریکا است که در ایندیانا واقع شده‌است.